# Instituut voor de Nationale Rekeningen
Het Instituut voor de nationale rekeningen (INR), in het Frans Institut des comptes nationaux (ICN), is een Belgische overheidsinstelling. 

## Geschiedenis
Het instituut werd opgericht op 21 december 1994 als gevolg van de hervorming van het 'apparaat voor de statistiek en de economische vooruitzichten' van de federale regering. Voorafgaand was er een Commissie voor de Nationale Rekeningen.

## Structuur

### Bestuur
Het INR wordt gevormd uit vertegenwoordigers van de FOD Economie, de Nationale Bank van België (NBB) en het Federaal Planbureau (FPB). Huidig voorzitter van de raad van bestuur is Séverine Waterbley. Het secretariaat wordt gevormd door Rudi Acx en Olivier Goddeeris. Het instituut is gelegen in de Vooruitgangstraat 50 te Brussel.

### Missie
Dit instituut - dat onder de bevoegdheid van het Ministerie van Economie werkt - heeft als taak economische statistieken, analyses en vooruitzichten op te stellen. Zo is ze onder meer bevoegd voor het opstellen van de reële en financiële nationale rekeningen, prijsobservatie en -analyse (wet van 8 maart 2009) en de statistieken van de buitenlandse handel.

### Prijzenobservatorium
In 2009 werd binnen het Instituut een Prijzenobservatorium opgericht, met als opdracht het (consumptie)prijsverloop te analyseren, evenals de prijsniveaus, de marktwerking en de marges, globaal en binnen de diverse sectoren. Het  Prijzenobservatorium publiceert regelmatig studies en rapporten, zoals in 2023 een rapport waarin “ongepaste marktpraktijken” werden vastgesteld in de sector van de gerechtsdeurwaarders, vanwege onduidelijke regels en verouderde tarieven. Rapporten van het Prijzenobservatorium worden overgemaakt aan de minister van Economie en aan de Belgische Mededingingsautoriteit.